# Liste der Bürgermeister von Ottobrunn
Die Liste der Bürgermeister von Ottobrunn gibt einen Überblick über alle Ersten, Zweiten und Dritten Bürgermeister der oberbayerischen Gemeinde Ottobrunn seit deren Gründung am 1. April 1955.

## Bürgermeister
| Amtszeit                     | Funktion                            | Name                       | Parteizugehörigkeit | Gegenkandidat(en) des Ersten Bürgermeisters                                                                  |
| ---------------------------- | ----------------------------------- | -------------------------- | ------------------- | --- |
| 1. April 1955–15. April 1955 | Beauftragter der Gemeinde Ottobrunn | Jakob Auer                 | SPD                 | (keine Wahl)                                                                                                 |
| 15. April 1955–19. Juni 1955 | Zweiter Bürgermeister               | Anton Wild                 | PWG                 | |
|                              | Dritter Bürgermeister               | –                          |                     | |
| 19. Juni 1955–30. April 1956 | Erster Bürgermeister                | Anton Wild                 | PWG                 | kein Gegenkandidat                                                                                           |
| 1. Juli 1955–30. April 1956  | Zweiter Bürgermeister               | Otto Bößner                | PWG                 | |
|                              | Dritter Bürgermeister               | –                          |                     | |
| 1. Mai 1956–30. April 1960   | Erster Bürgermeister                | Anton Wild                 | PWG                 | Karl Mager (SPD)                                                                                             |
| 1. Mai 1956–30. April 1960   | Zweiter Bürgermeister               | Otto Bößner                | PWG                 | |
|                              | Dritter Bürgermeister               | –                          |                     | |
| 1. Mai 1960–9. März 1962     | Erster Bürgermeister                | Anton Wild                 | PWG                 | Karl Mager (SPD) (?)                                                                                         |
| 20. Mai 1962–30. April 1966  | Erster Bürgermeister                | Ferdinand Leiß             | CSU                 | Karl Mager (SPD)                                                                                             |
| 1. Mai 1960–30. April 1966   | Zweiter Bürgermeister               | Karl Mager                 | SPD                 | |
|                              | Dritter Bürgermeister               | –                          |                     | |
| 1. Mai 1966–30. April 1972   | Erster Bürgermeister                | Ferdinand Leiß             | CSU                 | Donat Siebold (SPD)                                                                                          |
| 1. Mai 1966–30. April 1972   | Zweiter Bürgermeister               | Ernst Poll                 | SPD                 | |
| 1. Mai 1966–30. April 1972   | Dritter Bürgermeister               | Otto Bößner                | CSU                 | |
| 1. Mai 1972–28. Februar 1977 | Erster Bürgermeister                | Ferdinand Leiß             | CSU                 | Rudolf Zachmeier (SPD)                                                                                       |
| 1. Mai 1972–20. März 1977    | Zweiter Bürgermeister               | Horst Stähler-May          | CSU                 | |
| 24. März 1977–30. April 1978 | Zweiter Bürgermeister               | Willi Meier                | CSU                 | |
| 1. Mai 1972–30. April 1978   | Dritter Bürgermeister               | Josef Wudy                 | CSU                 | |
| 21. März 1977–20. März 1983  | Erster Bürgermeister                | Horst Stähler-May          | CSU                 | Rudolf Heydt (SPD)                                                                                           |
| 1. Mai 1978–30. April 1984   | Zweiter Bürgermeister               | Willi Meier                | CSU                 | |
| 1. Mai 1978–30. April 1984   | Dritter Bürgermeister               | Josef Wudy                 | CSU                 | |
| 21. März 1983–20. März 1989  | Erster Bürgermeister                | Horst Stähler-May          | CSU                 | Rudolf Heydt (SPD), Walter Gasior (BVO)                                                                      |
| 1. Mai 1984–30. April 1990   | Zweiter Bürgermeister               | Willi Meier                | CSU                 | |
| 1. Mai 1984–30. April 1990   | Dritter Bürgermeister               | Josef Wudy                 | CSU                 | |
| 21. März 1989–20. März 1995  | Erster Bürgermeister                | Sabine Kudera              | SPD                 | Horst Stähler-May (CSU)                                                                                      |
| 1. Mai 1990–30. April 1996   | Zweiter Bürgermeister               | Rudolf Heydt               | SPD                 | |
| 1. Mai 1990–30. April 1996   | Dritter Bürgermeister               | Willi Meier                | CSU                 | |
| 21. März 1995–20. März 2001  | Erster Bürgermeister                | Sabine Kudera              | SPD                 | Ulrich Leiß (CSU), Klaus Ortmeier (REP)                                                                      |
| 1. Mai 1996–30. April 2002   | Zweiter Bürgermeister               | Rudolf Heydt               | SPD                 | |
|                              | Dritter Bürgermeister               | –                          |                     | |
| 21. März 2001–20. März 2007  | Erster Bürgermeister                | Sabine Kudera              | SPD                 | Jens Kamloth (CSU)                                                                                           |
| 1. Mai 2002–30. April 2008   | Zweiter Bürgermeister               | Rudolf Heydt               | SPD                 | |
| 1. Mai 2002–30. April 2008   | Dritter Bürgermeister               | Monika Modrow-Lange        | CSU                 | |
| seit 21. März 2007           | Erster Bürgermeister                | Thomas Loderer             | CSU                 | Stichwahl: Karl Heinz Eisfeld (SPD); zusätzlich im ersten Wahlgang: Erika Aulenbach (BVO), Axel Keller (FDP) |
| 1. Mai 2008–30. April 2014   | Zweiter Bürgermeister               | Monika Modrow-Lange        | CSU                 | |
| 1. Mai 2008–30. April 2014   | Dritter Bürgermeister               | Ariane Wißmeier-Unverricht | SPD                 | |
| seit 21. März 2013           | Erster Bürgermeister                | Thomas Loderer             | CSU                 | Ariane Wißmeier-Unverricht (SPD), Sebastian Lumpe (GRÜNE), Gerald Kunzmann (FDP)                             |
| seit 1. Mai 2014             | Zweiter Bürgermeister               | Monika Modrow-Lange        | CSU                 | |
| seit 1. Mai 2014             | Dritter Bürgermeister               | Ariane Wißmeier-Unverricht | SPD                 | |

BVO: Bürgervereinigung Ottobrunn

CSU: Christlich-Soziale Union in Bayern

FDP: Freie Demokratische Partei

GRÜNE: Bündnis 90/Die Grünen

PWG: Parteifreie Wählergemeinschaft

REP: Die Republikaner

SPD: Sozialdemokratische Partei Deutschlands